# Sports Racing World Cup 2000
Navigation
Édition précédente Édition suivante
La saison 2000 de la Sports Racing Word Cup est la quatrième édition de cette compétition, en tenant compte qu'elle descend de l'International Sports Racing Series. La Sports Racing World Cup est reconnue par la FIA comme  "FIA Authorised Series", en Anglais .Elle se déroule du 26 mars au 26 novembre 2000. Elle comprend dix manches de 2 Heures 30 minutes ou 500km chacune.

## Calendrier
| N° | Date         | Course                             | Circuit                        | Lieu             | État, Pays              |
| -- | ------------ | ---------------------------------- | ------------------------------ | ---------------- | ----------------------- |
| 1  | 26 mars      | Trophée ATP                        | Circuit de Catalogne           | Montmeló         | Espagne                 |
| 2  | 16 avril     | Trophée Aprimatic                  | Autodromo Nazionale di Monza   | Monza            | Italie                  |
| 3  | 16 mai       | 500 kilomètres de Spa              | Circuit de Spa-Francorchamps   | Francorchamps    | Belgique                |
| 4  | 29 juin      | Paul Revere 250                    | Daytona International Speedway | Daytona          | Floride, États-Unis     |
| 5  | 9 juillet    | Road America 500                   | Road America                   | Plymouth         | Wisconsin, États-Unis   |
| 6  | 6 août       | 2 Heures 30 minutes de Brno        | Circuit de Masaryk             | Brno             | République tchèque      |
| 7  | 27 août      | RAC Tourist Trophy                 | Donington Park                 | Castle Donington | Angleterre, Royaume-Uni |
| 8  | 17 septembre | DMC/ADAC Sportwagen Festival       | Nürburgring                    | Nürburg          | Allemagne               |
| 8  | 1er octobre  | 2 Heures 30 minutes de Magny-Cours | Circuit de Nevers Magny-Cours  | Magny-Cours      | France                  |
| 10 | 26 novembre  | Festival of Motor Racing           | Circuit de Kyalami             | Johannesburg     | Afrique du Sud          |

## Résultats
Les vainqueurs du classement général de chaque manche sont inscrits en caractères gras.
| N° | Course       | Équipe victorieuse SR1                         | Équipe victorieuse SR2                | Résultats |
| N° | Course       | Pilotes victorieux SR1                         | Pilotes victorieux SR2                | Résultats |
| -- | ------------ | ---------------------------------------------- | ------------------------------------- | --------- |
| 1  | Barcelona    | #1 JMB Giesse Team Ferrari                     | #58 EBRT Schroeder Motorsport         | Résultats |
| 1  | Barcelona    | Christian Pescatori David Terrien              | Martin Henderson Heinrich Langfermann | Résultats |
| 2  | Monza        | #5 R&M                                         | #63 Redman Bright                     | Résultats |
| 2  | Monza        | Mauro Baldi Gary Formato                       | Peter Owen Mark Smithson              | Résultats |
| 3  | Spa          | #22 BMS Scuderia Italia                        | #60 Lucchini Engineering              | Résultats |
| 3  | Spa          | Enzo Calderari Lilian Bryner Angelo Zadra (de) | Salvatore Ronca Filippo Francioni     | Résultats |
| 4  | Daytona      | #16 Dyson Racing Team                          | #22 Archangel Motorsports             | Résultats |
| 4  | Daytona      | James Weaver Andy Wallace                      | Larry Oberto Lary Hampton             | Résultats |
| 5  | Road America | #27 Doran Lista Racing                         | #99 Snow-Schumacher Racing            | Résultats |
| 5  | Road America | Didier Theys Fredy Lienhard Mauro Baldi        | Martin Snow Larry Schumacher          | Résultats |
| 6  | Brno         | #1 JMB Giesse Team Ferrari                     | #60 Lucchini Engineering              | Résultats |
| 6  | Brno         | Christian Pescatori David Terrien              | Salvatore Ronca Filippo Francioni     | Résultats |
| 7  | Donington    | #1 JMB Giesse Team Ferrari                     | #63 Redman Bright                     | Résultats |
| 7  | Donington    | Christian Pescatori David Terrien              | Peter Owen Mark Smithson              | Résultats |
| 8  | Nürburgring  | #1 JMB Giesse Team Ferrari                     | #66 Audisio & Benvenuto Racing        | Résultats |
| 8  | Nürburgring  | Christian Pescatori David Terrien              | Massimo Saccomanno Roberto Tonetti    | Résultats |
| 9  | Magny-Cours  | #1 JMB Giesse Team Ferrari                     | #59 BM Autosport                      | Résultats |
| 9  | Magny-Cours  | Christian Pescatori David Terrien              | Renato Nobili Massimo Monti           | Résultats |
| 10 | Kyalami      | #10 Kremer Racing                              | #76 SRTS                              | Résultats |
| 10 | Kyalami      | Ralf Kelleners Gary Formato                    | Stanley Dickens Fredrik Ekblom        | Résultats |

## Classement saison 2000

### Attribution des points
| Points | 20 | 15 | 12 | 10 | 8 | 6 | 4 | 2 | 1 |

### Championnat des Équipes

#### Sports Racing World Cup[4]
| Pos. | Équipe                     | Voiture                 | Moteur                           | CAT | MON | SPA | DAY | ROA | BRN | DON | NÜR | MAG | KYA | Total points |
| ---- | -------------------------- | ----------------------- | -------------------------------- | --- | --- | --- | --- | --- | --- | --- | --- | --- | --- | ------------ |
| 1    | JMB Giesse Team Ferrari    | Ferrari 333 SP          | Ferrari F310E 4.0L V12           | 20  | 15  | 12  |     |     | 20  | 20  | 20  | 20  |     | 127          |
| 2    | BMS Scuderia Italia        | Ferrari 333 SP          | Ferrari F310E 4.0L V12           | 10  | 8   | 20  |     |     | 10  | 15  | 15  | 12  | 15  | 105          |
| 3    | Team Den Blå Avis          | Panoz LMP-1 Roadster-S  | Élan 6L8 6.0L V8                 | 6   | 12  |     |     |     | 8   | 8   | 10  | 10  | 10  | 64           |
| 4    | GLV Brums                  | Ferrari 333 SP          | Ferrari F310E 4.0L V12           | 15  |     |     |     |     | 12  |     | 8   | 15  | 12  | 62           |
| 5    | R&M                        | Riley & Scott Mk III    | Judd GV4 4.0L V10                | 12  | 20  |     |     |     | 15  |     |     | 4   |     | 51           |
| 6    | Kremer Racing              | Lola B98/K2000          | Ford (Roush) 6.0L V8             | 1   |     | 15  |     |     |     |     | 6   |     | 20  | 42           |
| 7    | Team Durango               | GMS Durango LMP1        | BMW (Mader) 4.0L V8              |     |     |     |     |     | 3   | 6   |     | 6   | 8   | 23           |
| 8=   | Tampolli Engineering       | Ferrari 333 SP          | Ferrari F310E 4.0L V12           | 2   |     |     |     |     |     | 10  | 2   |     |     | 14           |
| 8=   | Motorola DAMS              | Cadillac Northstar LMP  | Cadillac Northstar 4.0L Turbo V8 | 4   | 10  |     |     |     |     |     |     |     |     | 14           |
| 10   | Dutch National Racing Team | Ferrari 333 SP          | Ferrari F310E 4.0L V12           |     | 6   |     |     |     | 4   |     | 3   |     |     | 13           |
| 11   | Konrad Racing              | Lola B98/10 Lola B2K/10 | Ford (Roush) 6.0L V8             |     |     |     |     |     |     |     | 12  |     |     | 12           |
| 12   | Simpson Engineering        | Matrix MXP              | Nissan 3.0L Turbo V6             |     |     |     |     |     |     |     |     |     | 6   | 6            |
| 13   | Conrero                    | Riley & Scott Mk III    | Ford Cosworth 4.0L V8            |     |     |     |     |     | 2   |     |     |     |     | 2            |
| 14   | Team Ascari                | Ascari A410             | Judd GV4 4.0L V10                |     |     |     |     |     | 1   |     |     |     |     | 1            |